# Dmitrij Gluchovskij
Dmitrij Alekseevič Gluchovskij, traslitterato anche come Dmitry Glukhovsky (in russo Дмитрий Алексеевич Глуховский?; 12 giugno 1979), è uno scrittore e giornalista russo.
Gluchovskij è famoso in Russia per tre romanzi bestseller: Metro 2033 (Метро 2033), It's Getting Darker (Сумерки) (2007) e Metro 2034 (Метро 2034, 2009). È anche autore di una serie di scritti satirici, Рассказы о Родине (lett. "Storie di patria", 2010), con i quali critica la Russia odierna.

## Biografia
Dmitrij Alekseevič Gluchovskij nasce da padre ebreo "di nazionalità": Alexei, e da Larisa sua madre. Incomincia la sua carriera nel 2002 pubblicando il suo primo romanzo, Metro 2033, sul proprio sito e concedendo un accesso gratuito a tutti i lettori. Il romanzo è poi diventato un esperimento interattivo, migliorato gradualmente grazie ai suggerimenti di migliaia di lettori, e in seguito ha originato un videogioco per Xbox 360 e PC.
Come giornalista, Gluchovskij ha lavorato per le televisioni Euronews in Francia, Deutsche Welle, e RT. Nel 2008-2009 ha lavorato come conduttore radiofonico di una radio, Mayak Station. Scrive per Harper's Bazaar, L'Officiel e Playboy. Ha vissuto in Israele, Germania e Francia, e parla inglese, francese, tedesco, ebraico e spagnolo fluentemente come il nativo russo. Nel 2011 ha pubblicato il sequel di Metro 2033, Metro 2034.
Nel giugno del 2022 ha ottenuto un mandato di cattura in Russia per averne "screditato le forze armate".

## Opere pubblicate in Italia
- Serie Metro
  -  Metro 2033, 2ª ed., Terni, Multiplayer Edizioni, 2012  [2005], ISBN 978-88-6355-097-9.
  -  Metro 2034, Terni, Multiplayer Edizioni, 2011  [2009], ISBN 978-88-6355-141-9.
  -  Il Vangelo secondo Artyom, in Metro 2033, 2ª ed., Terni, Multiplayer Edizioni, 2012, ISBN 978-88-6355-097-9. (racconto)
  -  Metro 2035, Terni, Multiplayer Edizioni, 2016  [2015], ISBN 978-88-6355-141-9.
- La profezia del crepuscolo, Terni, Multiplayer Edizioni, 2013  [2010], ISBN 978-88-6355-205-8.
- Futu.re, Terni, Multiplayer Edizioni, 2016  [2013], ISBN 978-88-6355-317-8.
- Outpost. L'avamposto, Terni, Multiplayer Edizioni, 2022  [2019], ISBN 978-88-6355-557-8.
- Outpost. Oltre il fiume, Terni, Multiplayer Edizioni, 2023, ISBN 978-88-6355-558-5.

## Filmografia
- Tekst, regia di Klim Šipenko – film (2019, soggetto, sceneggiatore)
- Sulfur, regia di Lana Vladi – cortometraggio (2020, soggetto, sceneggiatore)[3]
- Топи  – serie TV (2020, sceneggiatore)[4]

## Videoludografia
- Metro 2033 (PC, Xbox 360, 2010) – soggetto
- Metro: Last Light (PC, Xbox 360, PS3, 2013) – soggetto, sceneggiatura
- Metro Redux (PC, MacOS, Linux, Xbox One, PS4, Nintendo Switch, Google Stadia, 2014) – soggetto, sceneggiatura
- Metro Exodus (PC, Xbox One, PS4, Xbox Series X/S, PS5, Google Stadia 2019) – soggetto, sceneggiatura